# داريل هاكني
داريل هاكني (بالإنجليزية: Darrell Hackney)‏ هو لاعب كرة قدم أمريكية ولاعب كرة قدم كندية أمريكي، ولد في 7 أغسطس 1983 في أتلانتا في الولايات المتحدة.